# 魏惇
魏惇（?—?），字仲让，北魏、东魏巨鹿下曲阳（今河北省晋州市西）人。魏偃之侄，魏子建族子。
魏惇容貌魁伟，性情通率。魏孝庄帝永安末年，担任安东将军、光禄大夫。尔朱仲远镇守东郡，因事捕拿魏惇，魏惇外出，抓住魏惇兄长的儿子魏胤而去。魏惇听说後大哭，去见尔朱仲远叩头，魏胤知道什么，家事在魏惇，愿以身领罪。尔朱仲远服其义而没有怪罪。魏孝静帝天平年间，拜卫将军、右光禄大夫，之后去世。